# قوة تسارع منخفضة
قوة تسارع منخفضة أو (بالإنجليزية: low-g)‏ هي مرحلة ايروديناميكية الطيران بحيث يكون الطيار وهيكل الطائرة منعدمي الوزن بشكل مؤقت، بسبب أن الطائرة تكون بحالة سقوط حر أو تباطؤ عمودي عند قمة الصعود. وقد تحدث بشكل أفقي عند المناورات الالتفاف. وقد يكون لها تأثير مدمر للطائرة، خصوصا لدى المروحيات، فهيكل البعض منها يحتاج أن يكون مقدار حملها لاصفري وبشكل دائم.

## التأثير
بالطائرات الصغيرة
معظم الطائرات الصغيرة وأيضا جميع الطائرات الشراعية ليست لديهم مشكلة مع حالة 0 g وهي حالة انعدام الوزن، وبالواقع هؤلاء يستمتعون بحالة صفر للجاذبية داخل قمرة القيادة الطائرة. ولإنتاج تلك الحالة فإن الطائرة ستستخدم الطيران الباليستي (القذفي)، وهي بالأساس قطع مكافئ مقلوب. وهي الطريقة الوحيدة لإنتاج حالة جاذبية تعادل الصفر على الأرض.
المروحيات
بالمقابل، فإن حالة التسارع المنخفض قد يكون مدمر للمروحيات. وفي مثل تلك الحالات فإن الدوار قد ينتقل من الحدود العادية إلى حالة تعرف باهتزاز السارية، فيسبب بانحناء الدوار وقطع السارية، وبالتالي فصل النظام بأكمله من الطائرة، مسببة بسقوطها على الأرض. وهذا ينطبق بقوة على المروحية ذات الدوار شبه الثابت التي تحتوي على ريشتين كما هو بمعظم المروحيات الخفيفة.
وقد اكتشفت تلك الظاهرة أول مرة بعد حدوث العديد من الحوادث التي اصابت المروحيات من نوع (Bell UH-1) و(AH-1). وقد كانت تصطدم بالأرض بدون أي سبب واضح. ولكن اكتشف بعد ذلك بأن أكثرها يقع أثناء الطيران المنخفض بالمرور بسلسلة من التلال ثم تبدأ بالنزول بعد الارتفاع. أما أنظمة الدوارات المفصلية بالكامل والثابتة فلا تخسر تحكمها حتى بحالة 0 g، ولكنها قد تواجه تلك الحالة متوقفة على المفاصل المتحركة لتتوازن مع الصاري، ولكن لايقع بها الحالات الخطرة كتمايل الدوار
الطائرات ثابتة الجناح
يستطيع حالة انخفاض التسارع التأثير بطائرة عند بعض الحلات، خصوصا عند تخلخل تيار الهواء المار على الأجنحة، مسببة بصعوبة أو تعطيل التحكم بالأسطح الإيروديناميكية.
فالتحكم بالطائرة خلال أسطح التوجيه يعتمد فقط على السرعة الجوية. لذلك فالمحافظة على السرعة هو أفضل أنواع التحكم. وقد تزداد المقدرة على التحكم، بسبب عدم الحاجة لإنتاج رفع. وبالرغم من زيادة الرفع، فإن قوة التسارع (g-force) ستمنع أي حركة استعراضية لأن السرعة ازدادت فيحصل التسوية ما بين السرعة وقوة التسارع الضرورية. تعتبر قوة 0 g هي المشكلة الأبسط للطائرات، ولكن هناك استثناءات على سبيل المثال لا الحصر، فالطائرات ذات نظام تغذية وقود بالجاذبية، وتكون بحالة سرعة منخفضة عند قوة تسارع 0 g، فإنها ستنهار إن لم ترفع من سرعتها.

## الاستخدام في وكالات الفضاء
كل وكالة تستخدم طائرات مدنية نفاثة معدلة (التعديل من ناحية المحركات وذلك بتقويتها) لتشبيه حالة تسارع منخفض. وكالة الفضاء الأوروبية تستخدم ايرباص A300 على سبيل المثال. ناسا تستخدم طائرة تسمى (Vomit Comet). عملية تشبيه ل0 g هي قطع مكافئ المقلوب وتستغرق 25 ثانية.